# Eiwitmantel

De eiwitmantel, ook wel capside genoemd, is het omhulsel van een virus. Bij bepaalde virussen wordt de eiwitmantel omsloten door een virusenvelop (extra omhulsel).
Binnen de eiwitmantel zit het genetisch materiaal opgesloten. Om een cel te besmetten verlaat het genetisch materiaal de eiwitmantel om zich binnen de cel te vermenigvuldigen.
De structuur van de eiwitmantel kan door het immuunsysteem van een gastheer worden herkend. Zo kan vaccinatie met de eiwitmantel de gastheer resistent maken tegen toekomstige infecties.
De eiwitmantel heeft drie functies:
1. De mantel beschermt het genetisch materiaal van het virus;
2. De mantel bepaalt of een cel geschikt is om te infecteren;
3. De mantel begint de infectie van de cel door aan de cel te koppelen en de cel open te maken en het genetisch materiaal te injecteren in de cel of te fuseren.

Binnen de cel maakt het virus de nieuwe elementen voor de eiwitmantel. Sommige virussen nemen delen van het celmembraan mee als zij vertrekken.
De eiwitmantel heeft vaak icosahedrale symmetrie of een spiraalstructuur. De kop van een bacteriofaag heeft vaak de structuur van een uitgerekt regelmatig twintigvlak (een langer antiprisma met orde-5 rotatiesymmetrie met vijfhoekige kappen aan de uiteinden).

## Griepvirus
Het influenzavirus (ook wel griepvirus genoemd) heeft een eiwitmantel die bestaat uit twee eiwitten, namelijk hemagglutinine en neuraminidase. Hemagglutinine speelt een rol bij de binding van het virus aan de celmembraan, neuraminidase juist bij het ontsnappen van het genetische materiaal van het virus uit de cel.
Beide eiwitten muteren snel, omdat het virus er slechts één codering van bevat (anders dan bijvoorbeeld bij het menselijk DNA, dat dubbel is uitgevoerd). Door deze snelle mutaties ontstaan er regelmatig nieuwe griepvirussen, die door het immuunsysteem niet goed herkend worden. Elke gemuteerd eiwit krijgt, zodra het ontdekt wordt, een nieuw nummer. Zo werd de variant van de Spaanse griep aangeduid met H1N1. De vogelgriep die in 2005 de wereld teisterde heeft de aanduiding H5N1.